# أحمد باسي
أحمد باسي (بالفارسية: احمد پاسی) هو لاعب كرة قدم إيراني. حضر أحمد باسي خلال مسيرته الرياضية في عدة فرق ومنها فريق ماشين سازي تبريز لكرة القدم الإيراني.